# Elena Stoffel
Elena Stoffel (27 maggio 1996) è un'ex sciatrice alpina svizzera.

## Biografia
Specialista delle prove tecniche originaria di Unterbäch e attiva dal novembre del 2011, Elena Stoffel ha esordito in Coppa Europa il 10 gennaio 2013 a Melchsee-Frutt in slalom speciale e in Coppa del Mondo il 14 marzo 2015 a Åre nella medesima specialità, in entrambi i casi senza completare la prova. Il 24 gennaio 2019 ha colto a Melchsee-Frutt in slalom speciale il primo podio in Coppa Europa (3ª); ai Mondiali di Åre 2019, sua unica presenza iridata, non ha completato lo slalom speciale e il  9 marzo dello stesso anno ha ottenuto a Špindlerův Mlýn nella medesima specialità il miglior risultato in Coppa del Mondo (14ª).
In Coppa Europa ha conquistato due vittorie, entrambe in slalom speciale: il 1º marzo 2020 a Bad Wiessee  e il 16 marzo 2024 a Hafjell, suo ultimo podio nel circuito; ha preso per l'ultima volta il via in Coppa del Mondo il 9 marzo 2025 a Åre in slalom speciale, senza qualificarsi per la seconda manche, e si è ritirata al termine di quella stessa stagione 2024-2025: la sua ultima gara in carriera è stata lo slalom speciale dei Campionati svizzeri 2025, disputato il 7 aprile a Saint-Luc. Non ha preso parte a rassegne olimpiche.

## Palmarès

### Coppa del Mondo
- Miglior piazzamento in classifica generale: 59ª nel 2023

### Coppa Europa
- Miglior piazzamento in classifica generale: 12ª nel 2020
- 9 podi:
  - 2 vittorie
  - 5 secondi posti
  - 2 terzi posti

#### Coppa Europa - vittorie
| Data          | Località    | Paese    | Specialità |
| ------------- | ----------- | -------- | ---------- |
| 1º marzo 2020 | Bad Wiessee | Germania | SL         |
| 16 marzo 2024 | Hafjell     | Norvegia | SL         |

Legenda:

SL = slalom speciale